# Tony O'Shea
Anthony (Tony) O'Shea (Stockport, 9 mei 1961) is een Engels darter. Zijn bijnaam luidt vanwege zijn gedrongen gestalte Silverback. O'Shea is zevenvoudig grandslamfinalist, maar wist er geen enkele op zijn naam te schrijven. Wel wist O'Shea in 2009 de WDF World Cup op zijn naam te schrijven.

## Carrière
In 2002 maakte de Engelsman zijn debuut op het BDO World Darts Championship (tevens bekend als Lakeside) in de verloren partij tegen Colin Monk (2–3 in sets). Lange tijd was een halve finale in 2004 op Lakeside zijn beste prestatie. O'Shea verloor toen met 5–1 in sets van Mervyn King, die hem later in de finales van de Winmau World Masters (2004) en de International Darts League (2005) eveneens de baas bleek.
In 2006 verloor hij op Lakeside in de kwartfinale van Raymond van Barneveld. In 2007 verloor hij op Lakeside in de eerste ronde van Martin Adams, die het toernooi vervolgens won.
Tijdens de International Darts League van 2007 gooide O'Shea op zijn verjaardag een 9-darter in zijn tweede ronde-partij tegen Adrian Lewis. De prijs die voor deze prestatie beschikbaar was gesteld, een Opel Tigra TwinTop ter waarde van 26.000 euro, was een dag eerder echter al vergeven aan Phil Taylor. Desondanks mocht Silverback twee dagen later toch de sleutels van de auto in ontvangst nemen.
In 2009 bereikte O'Shea de Lakeside-finale, waarin uiteindelijk Ted Hankey met 7–6 aan het langste eind trok. In 2012 verloor hij opnieuw de finale, dit keer van Christian Kist. In 2012 won hij wel de Dutch Open door in de finale met 3–0 te winnen van landgenoot Dave Prins.
Aan het einde van het jaar 2017 besloot hij over te stappen naar de Professional Darts Corporation (PDC). In 2018 keerde hij terug naar de BDO en plaatste zich voor de BDO World Darts Championship 2019. Hij verloor in de eerste ronde van Wesley Harms.

## Gespeelde grandslamfinales
BDO 
| Resultaat | Nr. | Jaar | Kampioenschap                | Tegenstander    | Score   | Variant |
| Runner-up | 1.  | 2002 | World Darts Trophy           | Tony David      | 0 – 6   | Sets    |
| Runner-up | 2.  | 2004 | World Masters                | Mervyn King     | 6 – 7   | Sets    |
| Runner-up | 3.  | 2005 | International Darts League   | Mervyn King     | 11 – 13 | Sets    |
| Runner-up | 4.  | 2009 | BDO World Darts Championship | Ted Hankey      | 6 – 7   | Sets    |
| Runner-up | 5.  | 2012 | BDO World Darts Championship | Christian Kist  | 5 – 7   | Sets    |
| Runner-up | 6.  | 2012 | World Masters                | Stephen Bunting | 4 – 7   | Sets    |
| Runner-up | 7.  | 2013 | BDO World Darts Championship | Scott Waites    | 1 – 7   | Sets    |

## 9-darters
| Jaar | Tegenstander | Toernooi                   | Methode                         | Prijs                                     |
| ---- | ------------ | -------------------------- | ------------------------------- | ----------------------------------------- |
| 2007 | Adrian Lewis | International Darts League | 3 x T20; 3 x T20; T20, T19, D12 | Opel Tigra TwinTop ter waarde van €26,000 |

## Resultaten op wereldkampioenschappen

### BDO
- 2002: Laatste 32 (verloren van Colin Monk met 2–3)
- 2003: Laatste 16 (verloren van Colin Monk met 2–3)
- 2004: Halve finale (verloren van  Mervyn King met 1–5)
- 2005: Laatste 32 (verloren van Marko Kantele met 1–3)
- 2006: Kwartfinale (verloren van Raymond van Barneveld met 3–5)
- 2007: Laatste 32 (verloren van Martin Adams met 0–3)
- 2008: Laatste 16 (verloren van Robert Thornton met 2–4)
- 2009: Runner-up (verloren van Ted Hankey met 6–7)
- 2010: Halve finale (verloren van Dave Chisnall met 3–6)
- 2011: Laatste 32 (verloren van Ross Smith met 1–3)
- 2012: Runner-up (verloren van Christian Kist met 5–7)
- 2013: Runner-up (verloren van Scott Waites met 1–7)
- 2014: Laatste 32 (verloren van Martin Adams met 0–3)
- 2015: Laatste 32 (verloren van Scott Mitchell met 2–3)
- 2016: Laatste 32 (verloren van Jim Williams met 0–3)
- 2017: Laatste 32 (verloren van Jim Williams met 0–3)
- 2019: Laatste 32 (verloren van Wesley Harms met 2–3)

### WDF

#### World Cup
- 2003: Kwartfinale (verloren van Raymond van Barneveld met 0–4)
- 2005: Laatste 64 (verloren van Aodaghan O'Neill met 2–4)
- 2007: Laatste 64 (verloren van Rune David met 3–4)
- 2009: Winnaar (gewonnen in de finale van Joey ten Berge met 7–3)
- 2011: Laatste 128 (verloren van Anthony Forde met 3–4)
- 2013: Halve finale (verloren van Wesley Harms met 2–6)

### WSD (Senioren)
- 2022: Laatste 24 (verloren van Kevin Painter met 2–3)
- 2023: Laatste 32 (verloren van Leonard Gates met 0-3)
- 2024: Laatste 32 (reglementair verloren van Andy Hamilton wegens een blessure)
- 2025: Laatste 16 (verloren van Derek Coulson met 0-3)

## Resultaten op de World Matchplay

### WSDT (Senioren)
- 2022: Laatste 20 (verloren van Brian Dawson met 7-9)
- 2024: Laatste 16 (verloren van John Henderson met 5-8)